# Bois de brin
Le bois de brin est un terme ancien de foresterie et de charpenterie qui désigne des morceaux de bois de belle venue, longs et droits, qui n’ont d'autre façon que celle de l'équarrissage, et qui sont de toute la grosseur des arbres. Il s'oppose au bois de sciage avec qui il formait le bois de charpente. L'usage du bois de brin allait aux poutres et poutrelles, celui du bois de sciage aux poteaux, solives, chevrons et les bois de menuiserie, etc.

## Définitions
Le mot brin offre de grandes difficultés étymologiques : jusqu'au XIVe siècle, il signifie force, orgueil, bruit ; puis, aux XVe et XVIe siècles, il prend la signification qu'il a aujourd'hui, celui d'une tige menue, pousse grêle et allongée. Il faut remarquer ici que brin ne veut pas dire seulement une chose menue, mais aussi toute espèce de tige, même les plus grosses. Chez Joseph Morisot, le bois de brin ou bois de tige est un bois qui provient de petits arbres ; par exemple, on dit solive de brin pour exprimer qu'elle provient d'un arbre qui n'avait que la grosseur propre à la former ; arbre de brin se dit d'un arbre d'une belle venue, dont la tige est droite et élevée ; les bois de brin étaient destinés dans les échafaudages à former les écoperches, soutenant les boulins.

## Bois de brin et bois de sciage
La terminologie ancienne pour les bois de charpente distingue principalement bois de brin et bois de sciage :
- Le bois de brin désigne les pièces dont on a seulement ôté l'aubier, les dosses, pour les équarrir, et dans lesquelles se trouve en entier le cœur du bois, le duramen, en quoi consiste sa principale force. D'où son usage dans les poutres supportant les solives[2]. Il est facile à distinguer par le bout de la pièce nouvellement scié. On appelle bois carré (quarré) ou bois d’équarrissage, tous les bois équarris sur quatre faces, qui sont destinés à bâtir, et particulièrement ceux de brin au-dessus de 6 pouces (16 cm) ;
- Dans les bois de sciage (les pièces autrefois refendues par les scieurs de long), ne se trouve qu'une petite partie du cœur du bois, non pas au milieu de la pièce, mais à un de ses angles[1]. Les bois en-dessous de 6 pouces (16 cm), quoique quarrés, sont nommés bois de sciage[1]. Suivant que les bois quarrés sont débités, chaque grosseur porte son nom particulier : poteaux, solives, chevrons et les bois de menuiserie[2].

Le bois de rondin est le brin rond.
Le bois de quartier est un brin refendu en deux, trois, quatre, ou en nombre variable de morceaux.
Le bois de brin est incomparablement meilleur et plus fort que le bois de sciage. En respectant au mieux la section initiale de l'arbre, le bois de brin donne des pièces plus résistantes mécaniquement en flexion, compression, ou traction, que les éléments fendus, refendus ou sciés. Le Moyen Âge emploie des bois de brin, les bois sont équarris et placés verts. Au cours de l'Époque moderne, l'emploi de grumes débitées sur quartier est de plus en plus fréquent. Au XVIIIe siècle, les bois ressemblent à ceux du XIIe, d'un équarrissage minimal.